# Компот (десерт)

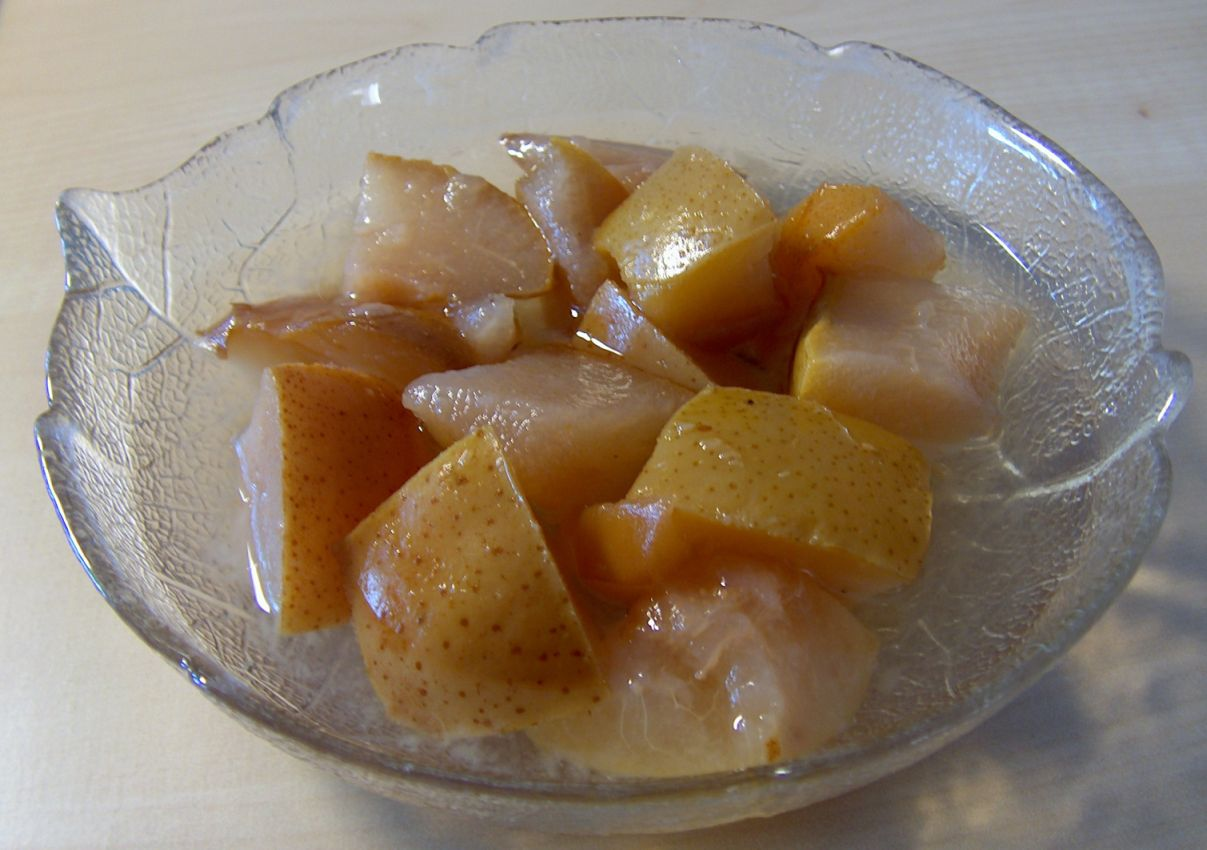
Грушевый компот

Компо́т (от фр. compote через нем. Kompott) — охлаждённое сладкое блюдо из свежих, консервированных, сушёных или быстрозамороженных фруктов в различных сочетаниях или из одного вида. Разновидностью компота является маседуан.
Из свежих плодов для компота подходят вполне зрелые плоды, чтобы сохранить их аромат. Очищенные яблоки и груши отваривают по отдельности в небольшом количестве сахара, абрикосы, персики и сливы освобождают от косточек и ошпаривают. Ягоды, очищенные и нарезанные кружочками цитрусовые, мякоть дыни и арбуза в кусочках добавляют в компот без термической обработки. Для сохранения аромата фруктов в компоте не применяются пряности. Соединённые вместе фрукты и ягоды заливают охлаждённым прозрачным сиропом, приготовленным обычно с добавлением лимонной или апельсиновой цедры. Компот подают после настоя холодным в креманках, при подаче заливают сиропом. Похожим на компот блюдом являются «фрукты в сиропе», которые не отваривают в воде, а подвергают термической обработке без кипения в сахарном сиропе. Консервированные фрукты при подаче заливают прозрачным сахарным сиропом.
Из записей В. И. Шенрока со слов В. Н. Репниной известно, что Н. В. Гоголь любил десерты и лакомства и называл «главнокомандующим всех компотов» тот, что собственноручно готовила ему княжна.